# Madman Muntz
Earl William "Madman" Muntz (Elgin, Illinois, 3 de janeiro de 1914 - Rancho Mirage, Califórnia, 21 de junho de 1987) foi um empresário e engenheiro estadunidense que vendeu e promoveu carros e produtos eletrônicos de consumo nos Estados Unidos da década de 1930 até sua morte em 1987. Ele era um pioneiro em comerciais de televisão com sua personalidade excêntrica - ao ponto de ter criado o personagem "Madman", um alter ego que gerou publicidade com seus trajes incomuns, acrobacias e afirmações ultrajantes. Muntz também foi o pioneiro em sistemas de som automotivos ao criar o Muntz Stereo-Pak, mais conhecido como cartucho de 4 pistas, um predecessor do cartucho de 8 pistas desenvolvido pela Lear Industries.
Ele inventou a prática que veio a ser conhecida como Muntzing, que envolvia a simplificação de dispositivos eletrônicos complicados. Com isso, Muntz conseguia produzir e comercializar receptores de televisão em preto e branco por menos de US$ 100,00 e criou uma das primeiras TVs de projeção widescreen funcionais. Ele foi creditado por cunhar a abreviatura "TV" para televisão, embora o termo já tivesse sido usado anteriormente em cartas de chamada para estações como WCBS-TV.
Um artigo de 1968 do Los Angeles Times observou que em um ano ele vendeu US $ 72 milhões em carros, cinco anos depois vendeu US $ 55 milhões em receptores de TV e que em 1967 vendeu US $ 30 milhões em aparelhos de som e fitas de automóveis.
Depois de seu sucesso como vendedor de carros usados e com as concessionárias Kaiser-Frazer em Los Angeles e Nova York, Muntz fundou a Muntz Car Company, que fez o "Muntz Jet", um carro esporte com aparência de um jato. O carro foi fabricado entre 1951 e 1953, embora menos de 400 tenham sido produzidos.
Em 2001, Madman Muntz foi postumamente incluído no Hall da Fama de Eletrônicos de Consumo.